# Steiniger Berg
Der Steinige Berg ist ein 519 m ü. NHN hoher Berg im Spessart im bayerischen Landkreis Main-Spessart und im hessischen Main-Kinzig-Kreis.

## Beschreibung
Der Steinige Berg liegt zwischen den Orten Obersinn und Mernes. Er ist die höchste Erhebung des Gebietes. Über den Gipfel verläuft die Landesgrenze. Sowohl der bayerische als auch der hessische Teil des Berges liegen in gemeindefreien Gebieten. Der Nördliche Berghang gehört zum Gutsbezirk Spessart, der südliche zu Burgjoß. Der Steinige Berg wird in einem Nordostbogen von der Jossa umflossen. Im Süden begrenzt das Tal des Mohrenbaches den Berg. Der zur Jossa verlaufende Sporn wird Stackenberg genannt. Im Südosten geht der Steinige Berg flach zum Dreimärker (518 m) über.